# Bennett Springs (Misuri)
Bennett Springs es un lugar designado por el censo ubicado en el condado de Laclede en el estado estadounidense de Misuri. En el Censo de 2010 tenía una población de 130 habitantes y una densidad poblacional de 11,88 personas por km².

## Geografía
Bennett Springs se encuentra ubicado en las coordenadas 37°44′1″N 92°51′23″O / 37.73361, -92.85639. Según la Oficina del Censo de los Estados Unidos, Bennett Springs tiene una superficie total de 10.94 km², de la cual 10.74 km² corresponden a tierra firme y (1.8%) 0.2 km² es agua.

## Demografía
Según el censo de 2010, había 130 personas residiendo en Bennett Springs. La densidad de población era de 11,88 hab./km². De los 130 habitantes, Bennett Springs estaba compuesto por el 94.62% blancos, el 0% eran afroamericanos, el 0% eran amerindios, el 1.54% eran asiáticos, el 0% eran isleños del Pacífico, el 0.77% eran de otras razas y el 3.08% pertenecían a dos o más razas. Del total de la población el 0.77% eran hispanos o latinos de cualquier raza.